# John A. Hammond
John A. Hammond, född 11 april 1843, död 1939, var en kanadensisk äventyrare, fotografisk artist, och konstlärare.